# Creel
Creel (AFI: [kril]) también llamado Estación Creel, es una población turística del estado mexicano de Chihuahua, enclavada en lo alto de la Sierra Madre Occidental, en el municipio de Bocoyna, se encuentra localizada a unos 175 km de la ciudad de Chihuahua.

## Historia
Estación Creel, o simplemente Creel, fue fundada el 26 de mayo de 1907 en lo que era una ranchería rarámuri llamada Seegórachi. Tiene su origen como estación del ferrocarril que partiendo de la ciudad de Chihuahua, culmina en el puerto sinaloense de Topolobampo. Esta línea férrea, conocida actualmente como Chihuahua al Pacífico, era antiguamente conocida como Ferrocarril Kansas City, México y Oriente y durante muchos años culminaba en Creel, hasta que en la década de los años 60 su trazo actual fue terminado por el gobierno mexicano. La población debe su nombre al gobernador de Chihuahua Enrique Creel Cuilty, principal impulsor de los ferrocarriles en el estado.

## Actualidad

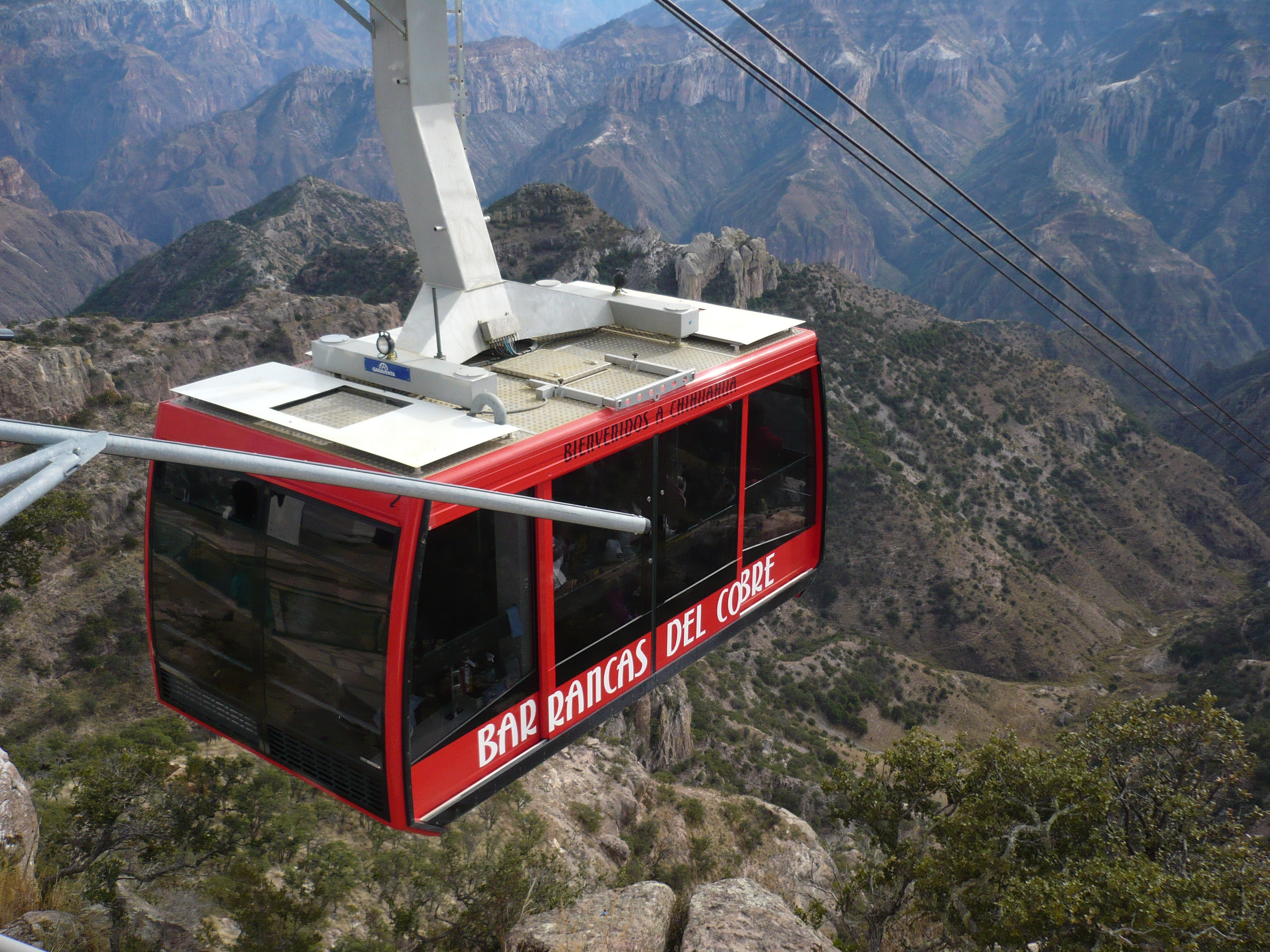
Barrancas del Cobre.

Creel se ha convertido en una importante localidad turística, por la cercanía de diversos puntos atractivos como el lago de Arareco, la cascada de Basaseachi, la cascada de Cusárare y paso obligado hacia la barranca del Cobre. Cuenta con todos los servicios turísticos, como hoteles y restaurantes y también se puede acceder a ella por carretera.
Se encuentra en proyecto la construcción de un aeropuerto regional, que daría ampliación a los servicios turísticos de Creel, enlazándolo vía aérea con ciudades como Chihuahua y Los Mochis, así como un corredor interestatal llamado Topolobampo-Chihuahua que se extiende hacia Dallas.

## Turismo
Creel es un punto de partida para conocer los atractivos de la Sierra Tarahumara, la estación Creel del tren turístico Chepe de Chihuahua al Pacífico está frente a la plaza central de la localidad; aquí se puede obtener servicios de hospedaje, comida, excursionismo, prácticas de deportes, como el ciclismo o senderismo.
- Lago Arareko
- Misión de San Ignacio
- Barrancas del Cobre (parque de aventura)
- Cascada de Cusárare
- Aguas termales de Recowata
- Cascada de Basaseachi
- Fondo Cañón del Cobre
- Misión de San Ignacio
- Valle de los Hongos
- Valle de las Ranas
- Valle de los Monjes

## Pueblo mágico
En el año 2007 Creel fue nombrado como pueblo mágico por la Secretaría de Turismo al cumplir los requisitos, como son historia, tradiciones y sitio atractivo para el turismo.

## Galería

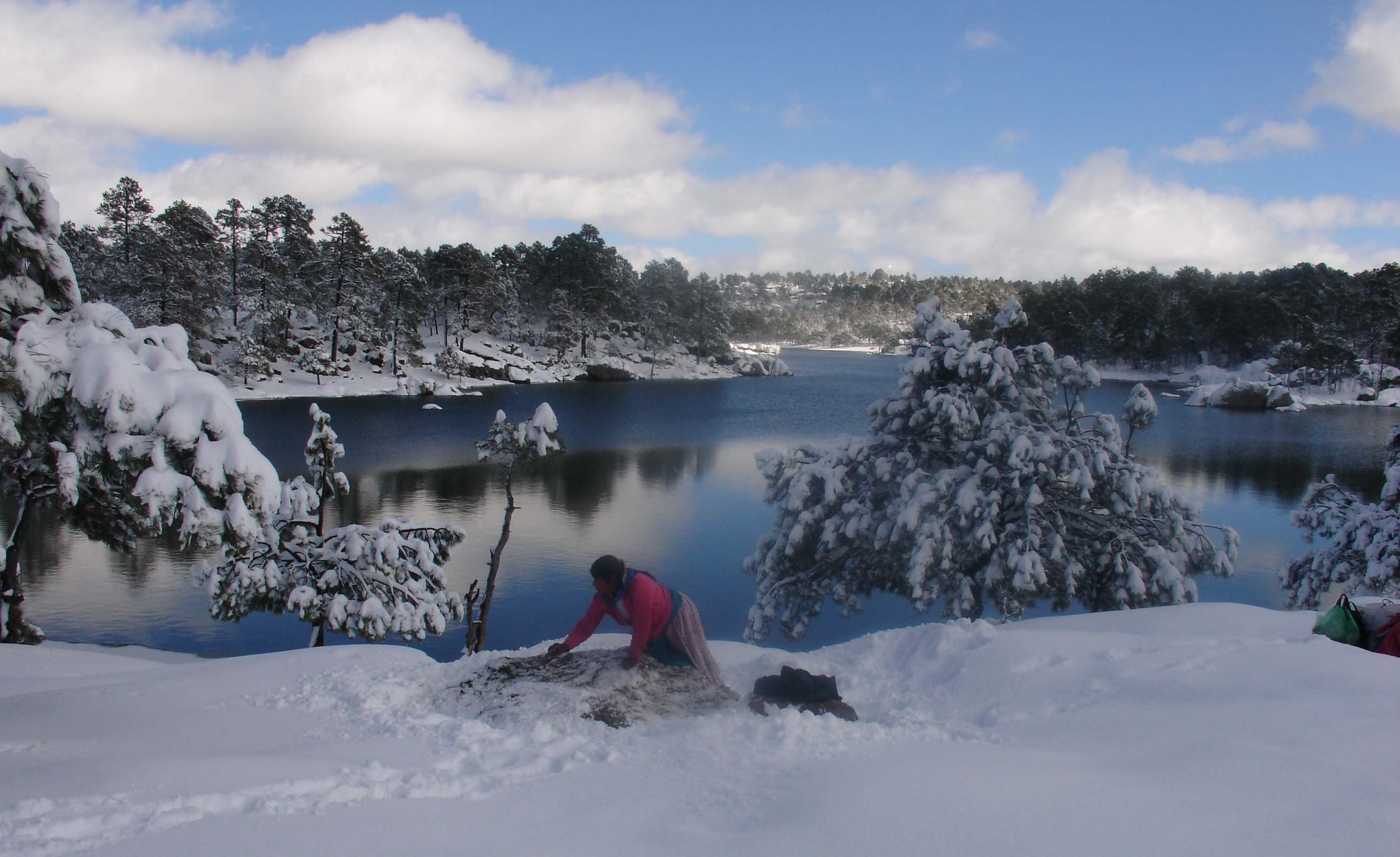
Lago de Arareco.
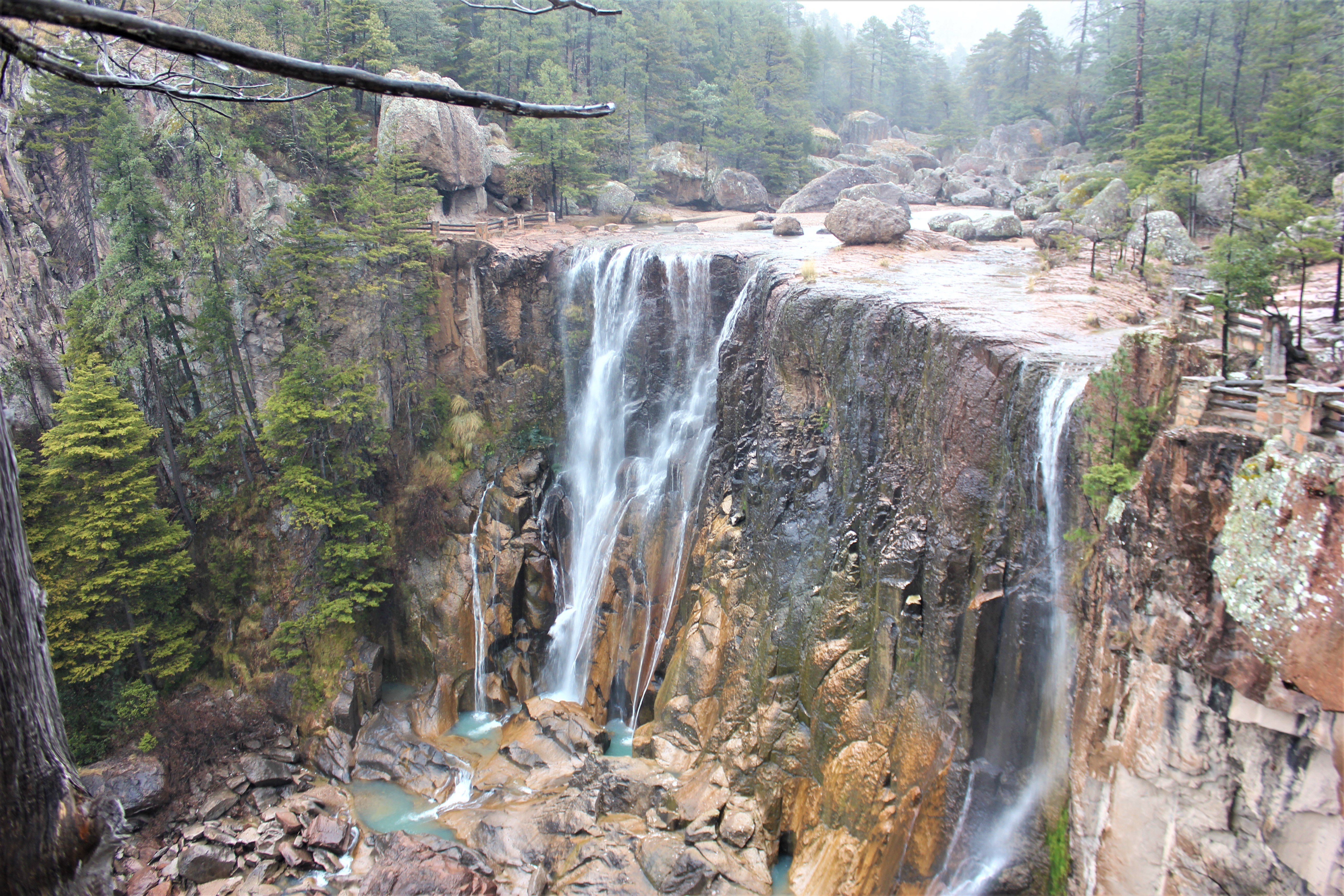
Cascada de Cusárare.
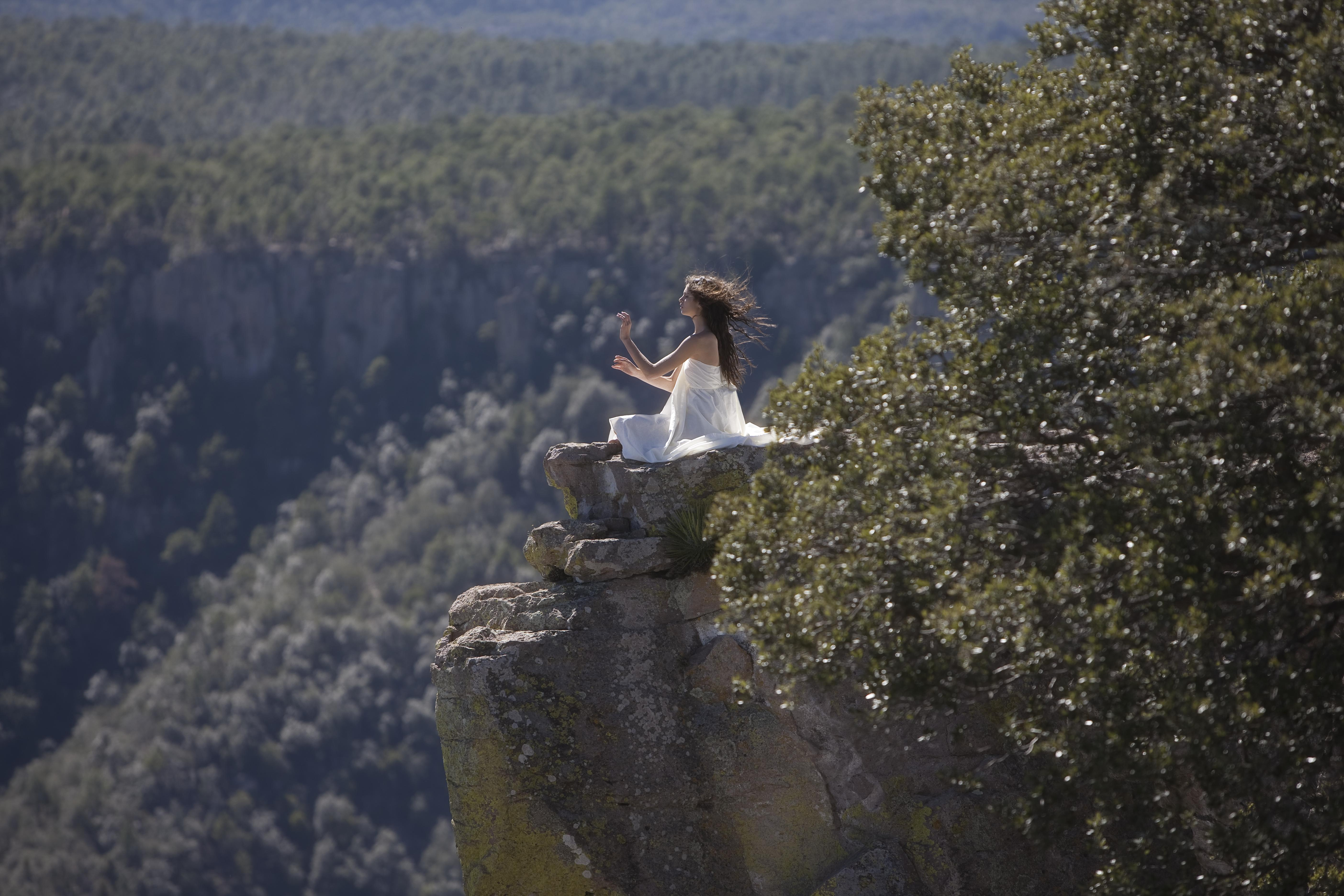
Sierra Tarahumara.
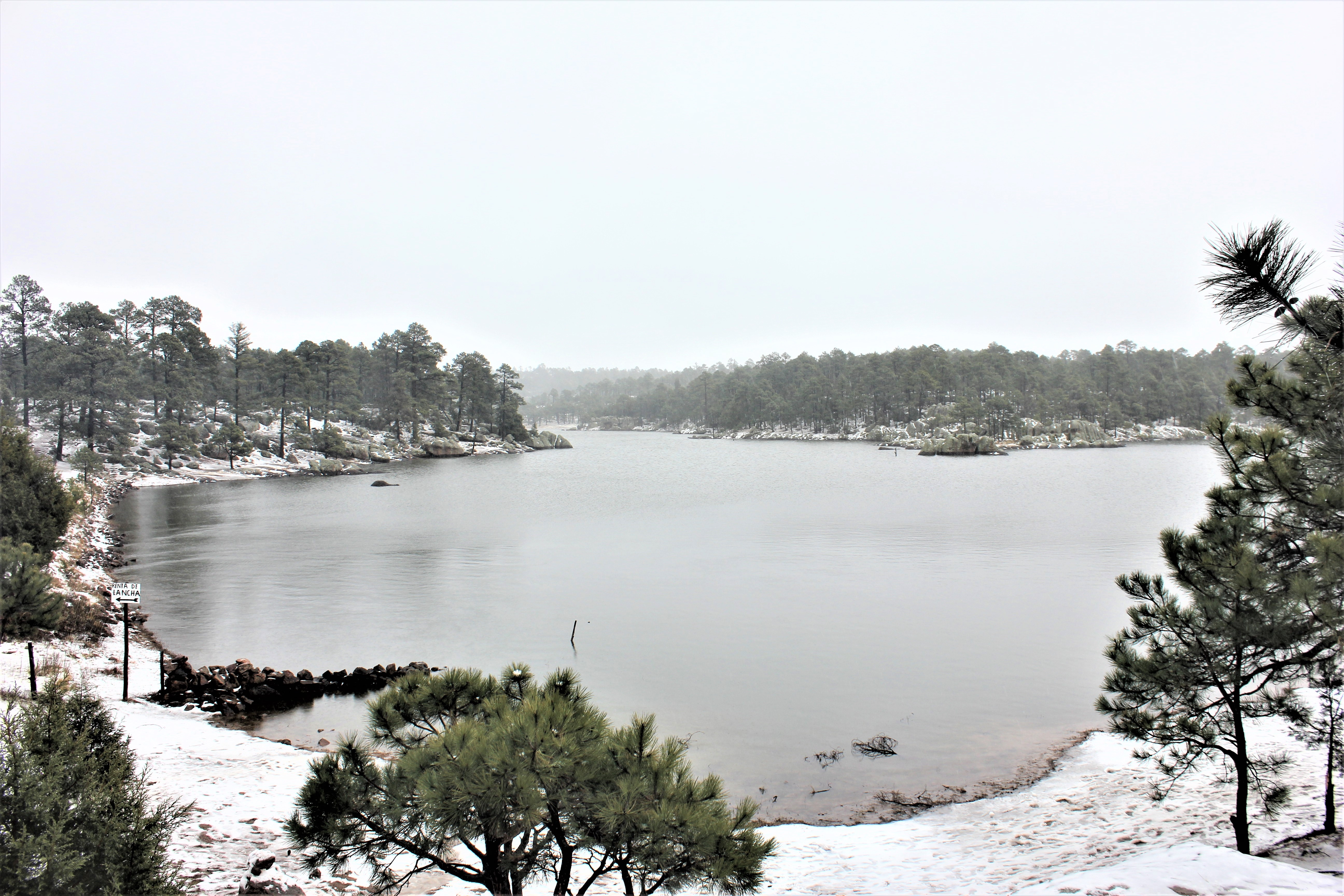
Lago de Arareco.

## Clima
El clima de Creel es típico de la Sierra Madre Occidental, debido a su altitud es templado subhúmedo, la precipitación anual es de unos 750 mm y los veranos son cortos y suaves, mientras que los inviernos son crudos y pueden traer temperaturas de hasta -15 °C, las nevadas son frecuentes de diciembre a marzo.
| Parámetros climáticos promedio de Creel (1971-2000) | Parámetros climáticos promedio de Creel (1971-2000) | Parámetros climáticos promedio de Creel (1971-2000) | Parámetros climáticos promedio de Creel (1971-2000) | Parámetros climáticos promedio de Creel (1971-2000) | Parámetros climáticos promedio de Creel (1971-2000) | Parámetros climáticos promedio de Creel (1971-2000) | Parámetros climáticos promedio de Creel (1971-2000) | Parámetros climáticos promedio de Creel (1971-2000) | Parámetros climáticos promedio de Creel (1971-2000) | Parámetros climáticos promedio de Creel (1971-2000) | Parámetros climáticos promedio de Creel (1971-2000) | Parámetros climáticos promedio de Creel (1971-2000) | Parámetros climáticos promedio de Creel (1971-2000) |
| Mes                                                 | Ene.                                                | Feb.                                                | Mar.                                                | Abr.                                                | May.                                                | Jun.                                                | Jul.                                                | Ago.                                                | Sep.                                                | Oct.                                                | Nov.                                                | Dic.                                                | Anual                                               |
| --------------------------------------------------- | --------------------------------------------------- | --------------------------------------------------- | --------------------------------------------------- | --------------------------------------------------- | --------------------------------------------------- | --------------------------------------------------- | --------------------------------------------------- | --------------------------------------------------- | --------------------------------------------------- | --------------------------------------------------- | --------------------------------------------------- | --------------------------------------------------- | --------------------------------------------------- |
| Temp. máx. abs. (°C)                                | 24.5                                                | 26.0                                                | 26.5                                                | 31.0                                                | 37.0                                                | 35.0                                                | 34.0                                                | 32.0                                                | 30.0                                                | 30.0                                                | 29.0                                                | 29.0                                                | 35                                                  |
| Temp. máx. media (°C)                               | 13.                                                 | 15.2                                                | 17.0                                                | 21.0                                                | 24.0                                                | 26.9                                                | 24.4                                                | 24.1                                                | 23.2                                                | 21.1                                                | 18.0                                                | 14.8                                                | 20.3                                                |
| Temp. media (°C)                                    | 4.2                                                 | 5.3                                                 | 7.3                                                 | 10.2                                                | 13.4                                                | 17.2                                                | 17.3                                                | 17.0                                                | 15.5                                                | 11.5                                                | 8.0                                                 | 5.2                                                 | 11                                                  |
| Temp. mín. media (°C)                               | -5.2                                                | -4.6                                                | -3.1                                                | -0.5                                                | 2.8                                                 | 7.5                                                 | 10.2                                                | 9.9                                                 | 7.7                                                 | 1.8                                                 | -2.1                                                | -4.3                                                | 1.7                                                 |
| Temp. mín. abs. (°C)                                | -16.0                                               | -18.0                                               | -13.5                                               | -11.0                                               | -6.0                                                | -0.5                                                | 1.0                                                 | 3.0                                                 | -1.0                                                | -6.0                                                | -12.0                                               | -16.5                                               | -18.0                                               |
| Precipitación total (mm)                            | 44.3                                                | 36.6                                                | 19.4                                                | 14.4                                                | 16.0                                                | 74.3                                                | 166.1                                               | 144.4                                               | 107.3                                               | 47.9                                                | 38.6                                                | 66.1                                                | 775.4                                               |
| Días de lluvias (≥ 0.5 mm)                          | 5.3                                                 | 3.7                                                 | 2.2                                                 | 2.1                                                 | 2.2                                                 | 9.3                                                 | 19.5                                                | 17.3                                                | 11.7                                                | 4.1                                                 | 4.0                                                 | 5.7                                                 | 87.1                                                |
| Días de nevadas (≥ 0.5 cm)                          | 1.38                                                | 0.61                                                | 0.72                                                | 0.08                                                | 0                                                   | 0                                                   | 0                                                   | 0                                                   | 0                                                   | 0                                                   | 0.42                                                | 0.70                                                | 3.9                                                 |
| Fuente n.º 1: Servicio Meteorológico Nacional       |                                                     |                                                     |                                                     |                                                     |                                                     |                                                     |                                                     |                                                     |                                                     |                                                     |                                                     |                                                     |                                                     |
| Fuente n.º 2: Colegio de Postgraduados              |                                                     |                                                     |                                                     |                                                     |                                                     |                                                     |                                                     |                                                     |                                                     |                                                     |                                                     |                                                     |                                                     |

## Localización y demografía
Creel se encuentra enclavado en una de las zonas más elevadas de la Sierra Madre Occidental en el occidente del estado de Chihuahua, su altitud es de 2350 m s. n. m. y sus coordenadas geográficas son 27°45′11″N 107°38′06″O / 27.75306, -107.63500. Creel se encuentra rodeada de montañas y cercana a ella hay importantes atractivos turísticos como el Lago de Arareco, y el llamado Valle de los Hongos, una serie de formaciones rocosas que debido a la erosión ha adquirido la forma característica que le dio su nombre. Creel cuenta con dos vías principales de comunicación, la primera es la línea del Ferrocarril Chihuahua al Pacífico, parte de sus atractivos turísticos y que la une hacia el este con la ciudad de Chihuahua y hacia el suroeste con Los Mochis en el estado de Sinaloa, pasando antes por las orillas de la Barranca del Cobre; también se encuentra comunicado por una carretera estatal, asfaltada de dos carriles, esta la une hacia el norte con otras poblaciones del municipio como Bocoyna y San Juanito y posteriormente y tras enlazarse con la Carretera Federal 16 la comunica con el resto del estado, hacia el sur esta carretera sigue hacia el Lago de Arareco y luego hacia Guachochi y Parral.
Creel es la segunda concentración poblacional del Municipio de Bocoyna, tras San Juanito, tiene una población total de 5338 habitantes de acuerdo con los resultados del Conteo de Población y Vivienda de 2005 realizado por el Instituto Nacional de Estadística y Geografía, de este total 2577 masculinos y 2761 femeninos.
| Población de Creel |
|                    |
| Fuente:INEGI       |